# Parijs-Roubaix 1977
De 75e editie van Parijs-Roubaix werd verreden op 17 april 1977. De Belg Roger De Vlaeminck won voor de vierde keer de klassieker en is daarmee nog steeds recordhouder. Sinds 2012 moet hij echter dit record delen met Tom Boonen.

## Uitslag
| rang | renner             | land      | tijd      |
| ---- | ------------------ | --------- | --------- |
| 1    | Roger De Vlaeminck | België    | 6u 11'26" |
| 2    | Willy Teirlinck    | België    | op 1'30"  |
| 3    | Freddy Maertens    | België    | op 1'39"  |
| 4    | Ronny De Witte     | België    | z.t.      |
| 5    | Piet van Katwijk   | Nederland | z.t.      |
| 6    | Jan Raas           | Nederland | z.t.      |
| 7    | Willem Peeters     | België    | z.t.      |
| 8    | Dietrich Thurau    | Duitsland | z.t.      |
| 9    | Herman Vanspringel | België    | z.t.      |
| 10   | Hennie Kuiper      | Nederland | z.t.      |

1896 · 
1897 · 
1898 · 
1899 · 
1900 · 
1901 · 
1902 · 
1903 · 
1904 · 
1905 · 
1906 · 
1907 · 
1908 · 
1909 · 
1910 · 
1911 · 
1912 · 
1913 · 
1914 · 
1915 · 
1916 · 
1917 · 
1918 · 
1919 · 
1920 · 
1921 · 
1922 · 
1923 · 
1924 · 
1925 · 
1926 · 
1927 · 
1928 · 
1929 · 
1930 · 
1931 · 
1932 · 
1933 · 
1934 · 
1935 · 
1936 · 
1937 · 
1938 · 
1939 · 
1940 · 
1941 · 
1942 · 
1943 · 
1944 · 
1945 · 
1946 · 
1947 · 
1948 · 
1949 · 
1950 · 
1951 · 
1952 · 
1953 · 
1954 · 
1955 · 
1956 · 
1957 · 
1958 · 
1959 · 
1960 · 
1961 · 
1962 · 
1963 · 
1964 · 
1965 · 
1966 · 
1967 · 
1968 · 
1969 · 
1970 · 
1971 · 
1972 · 
1973 · 
1974 · 
1975 · 
1976 · 
1977 · 
1978 · 
1979 · 
1980 · 
1981 · 
1982 · 
1983 · 
1984 · 
1985 · 
1986 · 
1987 · 
1988 · 
1989 · 
1990 · 
1991 · 
1992 · 
1993 · 
1994 · 
1995 · 
1996 · 
1997 · 
1998 · 
1999 · 
2000 · 
2001 · 
2002 · 
2003 · 
2004 · 
2005 · 
2006 · 
2007 · 
2008 · 
2009 · 
2010 · 
2011 ·
2012 · 
2013 ·
2014 ·
2015 ·
2016 ·
2017 ·
2018 ·
2019 ·
2020 · 
2021 · 
2022 · 
2023 · 
2024 · 
2025